# Équipe des Tonga de rugby à XV des moins de 20 ans
L’équipe des Tonga des moins de 20 ans est constituée par une sélection des meilleurs joueurs tongiens de rugby à XV de moins de 20 ans, sous l'égide de la fédération tongienne de rugby à XV.

## Histoire
L'équipe des Tonga des moins de 20 ans est créée en 2008, remplaçant les équipes des Tonga des moins de 21 ans et des moins de 19 ans à la suite de la décision de l'IRB en 2007 de restructurer les compétitions internationales junior. Elle participe chaque année au championnat du monde junior ou au Trophée mondial junior suivant son classement.
Les jeunes Tongiens atteint la finale du Trophée mondial des moins de 20 ans lors de l'édition 2014 (en), s'inclinant contre les Japonais.

## Palmarès
- Trophée mondial de rugby à XV des moins de 20 ans :
  - Vainqueur : 2014 (en).